# کیازی‌باش
کیازی‌باش (انگلیسی: Kiyazibash) یک شهرک در شهرستان بوزدیاکسکی باشقیرستان کشور روسیه است.